# مخيم حمص
مخيم حمص هو مخيم للاجئين الفلسطينيين في سوريا، يقع في قلب مدينة حمص، التي تبعد مسافة 160 كيلومتر إلى الشمال من العاصمة السورية دمشق. أنشئ المخيم عام 1949 على مساحة 150 ألف متر مربع بالقرب من جامعة البعث. ويعود معظم لاجئي المخيم لقرى حيفا وعكا وشمال فلسطين.
يقطن المخيم أكثر من 22,000 لاجئ مسجلين لدى الأونروا. وهو الآن من الأماكن الأكثر أماناً لنزوح السوريين إليه من المناطق المجاورة وحتى من مدينة تدمر وأصبحت نسبة السوريين القاطنين فيه تطغى على نسبة الفلسطينيين.
يعمل معظم اللاجئين في المخيم إما كعمال بالمياومة أو موظفوا خدمة مدنية محلية أو من باعة متجولين.
يوجد في المخيم ست مدارس تعمل بنظام الفترتين: أربع مدارس ابتدائية (6-12 سنة)؛ مدرستان للبنين ومدرستان للبنات. ومدرستان إعداديتان؛ إحداهما للبنين والأخرى للبنات. وتدار هذه المدارس من قبل وكالة الغوث للاجئين الفلسطينيين الأونروا.

## السكان
ينحدر معظم السكان من مدن صفد وعكا وحيفا ويافا والناصرة وقرى الجليل ومنها: الشجرة وعين الزيتون، والطيرة، وترشيحا، والكابري، والجش ، والزيب، ولوبيا، وميعار، وعمقا، والفراضية، ودير الأسد، والنهر، والظاهرية، وصفورية، وصفصاف، وميرون، وسعسع.

## المشاكل الرئيسية
وبحسب الأونروا، فإن الصحة البيئية تعد مشكلة خطيرة في المخيم حيث أنها تؤثر على نوعية الحياة وتشكل مخاطر صحية للاجئين. كما أن نظام الصرف الصحي بحاجة للتوسعة لكي يتلائم مع عدد سكان المخيم المتزايد. كما وهنالك بنائان مدرسيان في حالة متداعية ويعانيان من عيوب هيكلية خطيرة.
ومن المشاكل الأخرى التي يعاني منها المخيم:
- الإدمان على المخدرات.
- مشاكل إسكانية.
- نسبة عالية من البطالة.
- نسبة عالية من التسرب المدرسي.

## نشأة المخيم وتطوره[4]
في البداية كان الفلسطينيون المهجرون إلى مدينة حمص موزعين على عدة مناطق وأحياء وقرى، فقسم منهم في منطقة القلعة وقسم في الخالدية... ثم تمَّ نقلهم إلى منطقة ثكنة خالد بن الوليد العسكرية، وكانت الأسلاك الشائكة هي التي تفصل بينهم وبين الثكنة العسكرية، وتم توزيعهم على أقسام: قسم سكن أكواخا إسمنتية دائرية الشكل تشبه الصوامع، وقسم منهم سكن عرائش من قصب، وقسم سكن في ملحقات (اسطبلات) خيول فرقة الخيالة التابعة للجيش الفرنسي سابقًا،
وقام اللاجئون باستصلاح هذه الأِكواخ والاسطبلات لكي تصبح ملائمة للاستخدام حيث تم  تقسيم كل مهجع إلى 16 غرفة سكنتها 16 عائلة، يفصل بينها ساتر قماشي فقط، ويشترك جميع أهالي المخيم في دورات مياه ومناهل وحمامات مشتركة. في عام 1950 تم اعتماد هذا المكان من قبل وكالة الغوث ومؤسسة اللاجئين، وتم استئجاره من الدولة كمخيم وإلحاق بقية اللاجئين الموزعين في مدينة حمص البالغ عددهم آنذاك 3500 لاجئ في المخيم. ثم، وبعد عامين تقريبا، شعر أبناء المخيم أن رحلة اللجوء طويلة، فبدأوا ببناء بيوت من الخفان وسقوف من التوتياء، وفي العام 1967 دخل الإسمنت المسلح والطوب الإسمنتي إلى المخيم حيث بدأت بيوت المخيم وشوارعه تأخذ شكلها الحالي كأبنية متعددة الطبقات يصل بعضها إلى أربعة طوابق.
 الموقع والحدود: مخيم العائدين (أو مخيم الثكنة كما كان يطلق عليه سابقا) بني خارج مدينة حمص على طريق حمص دمشق الذي يعرف باسم طريق الشام، مجاورا لثكنة خالد بن الوليد العسكرية.